# 애닉스
애닉스(영어: The Annex)는 캐나다 온타리오주 토론토 시내에 있는 동네 이름이다. 애닉스의 원래 동네 경계는 북쪽으로 듀폰트가, 남쪽으로 블루어가, 서쪽으로 배서스트가, 동쪽으로 애비뉴 로드이지만 토론토시는 인접한 시턴빌리지, 코리아타운과 요크빌 지역도 애닉스의 일부로 간주한다.
토론토 대학교 세인트조지 캠퍼스와 인접한 애닉스는 전형적인 대학가로 각종 프래터니티와 소로리티는 물론 학생들이 많이 사는 곳이다. 여기에 사는 사람들은 대개 영어가 모국어이고 대학가의 특성상 교육 수준이 높은 편이다. 2016년 통계에 따르면 이 동네의 평균 가구 소득은 71,053달러로 토론토 평균인 65,829달러부터 더욱 높은 편이다.
애닉스는 다른 동네에 비해 이민자가 많은 곳은 아니다. 2016년 통계에 따르면 동네 인구의 28.9%는 이민자로서 토론토 전체의 51.2%에 낮은 수준이다. 이민자들의 출생지는 미국, 영국, 중국 순이다. 2016년 기준 애닉스의 인구는 30,526명이며, 인구 밀도는 제곱 킬로미터당 10,863명이다.

## 특징
애닉스는 대개 주거 지역으로, 도로는 빅토리아와 에드워드 양식의 주택을 끼고 커다란 나무가 줄줄이 심어져있다. 주택은 대부분 1880년에서 1900년대 초반 사이에 지어졌다. 1950년대와 60년대에는 더 높은 중고층 주택이 올라갔는데, 이는 국제 양식으로 지어졌다. 이 건물들은 기존 건물과 조화를 이루기 위해 조경 녹지로 둘러싸였다. 1975년에 이 동네에 높이 13.7미터 이상의 건물을 짓는 게 금지되었기 때문에 기존에 지어진 대부분 주택은 여전히 존재하고 있다.
애닉스에는 개발업자들이 기존 주택을 허물고 다세대 주택을 짓는 것을 방지하기 위해 500채 넘는 건물이 기록 유산으로 보호받고 있다. 건축가 우노 프리의 표현성이 넘치고 조각같은 아파트 건물이 애닉스에 위치해있다. 대학과 인접한 관계로 애닉스는 세입자가 매년 바뀌며 이 동네에는 대학생과 연령이 더 높은 장기 거주자 등이 머무르고 있다.
블루어가를 따라 애비뉴 로드에서 배서스트가까지는 비교적 저렴한 가격의 식당과 할인 소매점 등 다양한 서비스업이 있으며 상가 윗층에는 주택 공간이 있다.
애닉스 서쪽으로는 블루어가를 따라 배서스트에서 크리스티까지 코리아타운이 있으며 동네 주민들은 웨스트애닉스라고도 부른다. 중남미에서 건너온 이민자들이 살았던 이 동네는 1950년과 60년대에는 헝가리 이민자들이 이곳에 건너왔고, 이후 70년대부터 한인들이 건너와 코리아타운을 형성하고 있다.

## 역사
애닉스는 1790년에 요크 타운십에 도로가 놓이면서 유럽인들의 정착이 시작되었으며, 브런즈윅 애비뉴 동쪽은 요크빌 마을에 편입된 방면 브런즈윅 서쪽은 시턴빌리지로 불리었다. 1883년에는 요크빌이 토론토로 편입되었고 1886년에는 개발업자인 시미언 제임스가 오늘날의 애닉스를 개발하였다. 애닉스 지역은 1887년에 토론토로 편입되었고 시턴빌리지는 이듬해인 1888년에 흡수되었다.
이 동네에 처음 살았던 인물로 이턴 백화점의 장본인인 티모시 이턴, 구더햄 & 워츠 증류소 대표였던 조지 구더햄 1세 등이 있었다. 티모시 이턴은 1889년에 트리니티 감리교회 (오늘날의 트리니티 세인트폴 센터)를 설립했으며, 이 센터에는 바로크 오케스트라인 타펠뮤직 (Tafelmusik)과 노숙자를 지원하는 아웃 오브 더 콜드 (Out of the Cold)가 있다.
그 외에도 1923년에 애닉스 주민인 하이먼 위너가 동네를 기반으로 한 철물점인 위너스 하드웨어 (Wiener's Hardware)를 개장했는데, 홈 하드웨어와 통합하여 위너스 홈 하드웨어로 이름이 바뀌었다. 100년 가까이 된 이 철물점은 지금도 블루어가에 자리잡고 있다.
블루어와 배서스트가에는 독립영화 상영관인 블루어 핫 독스 시네마 (Bloor Hot Docs Cinema)가 있다. 1913년에 지어진 영화관 건물은 대대적인 보수를 거쳐 오늘날까지 이르렀다. 2012년에는 더 큰 스크린과 로비 개선, 오케스트라 좌석, 정면과 캐노피 등의 공사가 이루어졌고 이 영화관은 전세계에서 몇 안 되는 다큐멘터리 전용 상영관이기도 하다.
1941년에는 독립영화 상영관 맞은 편에 리스 팰리스 (Lee's Palace)라는 영화관이 지어졌고, 이 건물은 1985년부터 콘서트장으로 바뀌었다.
1960년대에는 애닉스에 스파다이나 고속도로를 짓는 방안이 검토되었으나 지역 주민들의 적극적인 반대로 무산되었다.

## 유명 인사
블루어가 북쪽으로는 토론토의 저명한 이턴가와 볼드윈, 로스, 심슨가가 20세기 중반까지 살고 있었다. 티모시 이턴은 로우더 애비뉴와 월머 로드에 자택이 있었으며, 볼드윈가는 로우더 북쪽, 베드퍼드 로드 근처에 집을 세 채 지었다. 캐나다의 첫 여성 컴퓨터 공학가였던 베아트리스 월슬리는 로우더에 있는 오늘날의 베드퍼드 공원 부지에 거주하였다. 인슐린을 발견하고 노벨 생리학·의학상을 수상받은 프레더릭 밴팅은 로우더와 베드퍼드 남동쪽에 살고 있었다.
애닉스의 애드마이럴 로드에는 작가 마거릿 애트우드는 물론 존 랠스톤 소울과 그의 아내인 캐나다 전 총독 에이드리엔 클라크슨이 살고 있었다. 클라크슨의 전 남편인 스티븐 클라크슨은 근처에 있는 로우더 애비뉴에 벨린다 스트로나크 전 국회의원 자택 맞은 편에 거주하였다. 캐나다 전 총리이자 노벨상을 수상한 레스터 B. 피어슨도 1925년부터 28년까지 애드마이럴 로드 12번지에 거주하였다.
환경 운동가 데이비드 스즈키는 버나드 애비뉴에 수 년동안 살았고 배우 캐서린 오하라 또한 애닉스에 몇 년동안 거처를 두고 있었다. 탐험가 노먼 엘더는 그의 이름을 딴 노먼 엘더 박물관을 베드퍼드 로드 140번지에 지었고, 이름난 도시이론가 및 운동가였던 제인 제이콥스는 1971년부터 그가 숨진 2006년까지 올버니 애비뉴 69번지에 거주하였다. 캐나다 방송 협회 작가, 프로듀서 및 배우인 켄 핑클먼과 록 밴드 슬로언 또한 이 동네에 살고 있다.
브런즈윅 애비뉴는 수많은 작가들이 거쳐간 곳이였는데, 맷 코언, 오스틴 클라크, 몰리 캘러건, 하워드 엔겔, 배리 필립 니콜은 물론 1985년에 출판한 단편 시리즈인 《브런즈윅 애비뉴 우화》 (Fables of Brunswick Avenue) 저자인 캐서린 고비에 또한 이 도로에 산 적이 있었다.
시턴빌리지에는 시인이자 아동 작가인 데니스 리, 《시카고》로 아카데미상을 수상한 음향 공학자인 데이비드 리 (데니스 리와는 관련이 없음), 사회학자인 베리 웰먼과 서식스 공작부인 메건이 살고 있었다.
그 외에도 메이저 리그 베이스볼의 중견수 구디 로젠도 애닉스에 거주하였다.

## 교통
애닉스는 대중교통이 편리한 편이며 토론토 교통국의 1호선 영-유니버시티 및 2호선 블루어-댄포스 정차역인 듀폰트, 배서스트, 세인트조지, 스파다이나역 등 네 개 지하철역이 있다. 노면 전차는 배서스트와 스파다이나역에서 운행하며 버스는 애비뉴 로드, 스파다이나 로드, 듀폰트가, 대번포트가, 배서스트가를 따라 운행한다.